# Wiązar płatwiowo-kleszczowy
Wiązar płatwiowo-kleszczowy – najczęściej spotykane wiązary, stosowane przy większych rozpiętościach; w zależności od rozstawu podpór stosuje się konstrukcje jedno-, dwu- i trój- i więcej stolcowe. Na załączonym szkicu pokazano wiązar dwustolcowy. Rozstaw podpór dla rozwiązań jednostolcowych – do 8 m; dwustolcowych – 9–10 m; trójstolcowych – do 16 m.
Krokwie przenoszą obciążenia z pokrycia dachowego; płatwie – to elementy poziome ułożone wzdłuż więźby dachowej; służą jako podpory dla krokwi. Miecze usztywniają więźbę w kierunku podłużnym i jednocześnie zmniejszają rozpiętość płatwi. Słupki (stolce) przekazują obciążenia z płatwi pośrednich bezpośrednio na strop poddasza. Kleszcze stanowią element usztywniający więźbę w kierunku poprzecznym.
Słupy wraz z płatwiami i mieczami stanowią układ zwany ramami stolcowymi.
Szczegół połączenia węzła: krokiew, płatew, słupek, miecze i kleszcze, w rozwiązaniu tradycyjnym zazwyczaj stosuje się złącza: oparcie krokwi na płatwi – na wrąb; połączenie z kleszczami – na jaskółczy ogon; oparcie płatwi na słupku – na czop i gniazdo; kleszcze obejmują słupek opierając się na wrębach; połączenie mieczy ze słupkiem i płatwią – na czop i gniazdo. Cały węzeł usztywniony śrubą stężającą.
Wiązary tego typu można stosować w dachach stromych lub o małym nachyleniu połaci dachowych.
Elementy wiązara:
1. belka wiązarowa (w niektórych konstrukcjach belka stropowa)
2. krokiew
3. kleszcze
4. miecze
5. słupek (stolec)
6. płatew pośrednia
7. śruba stężająca